# White Lies (együttes)

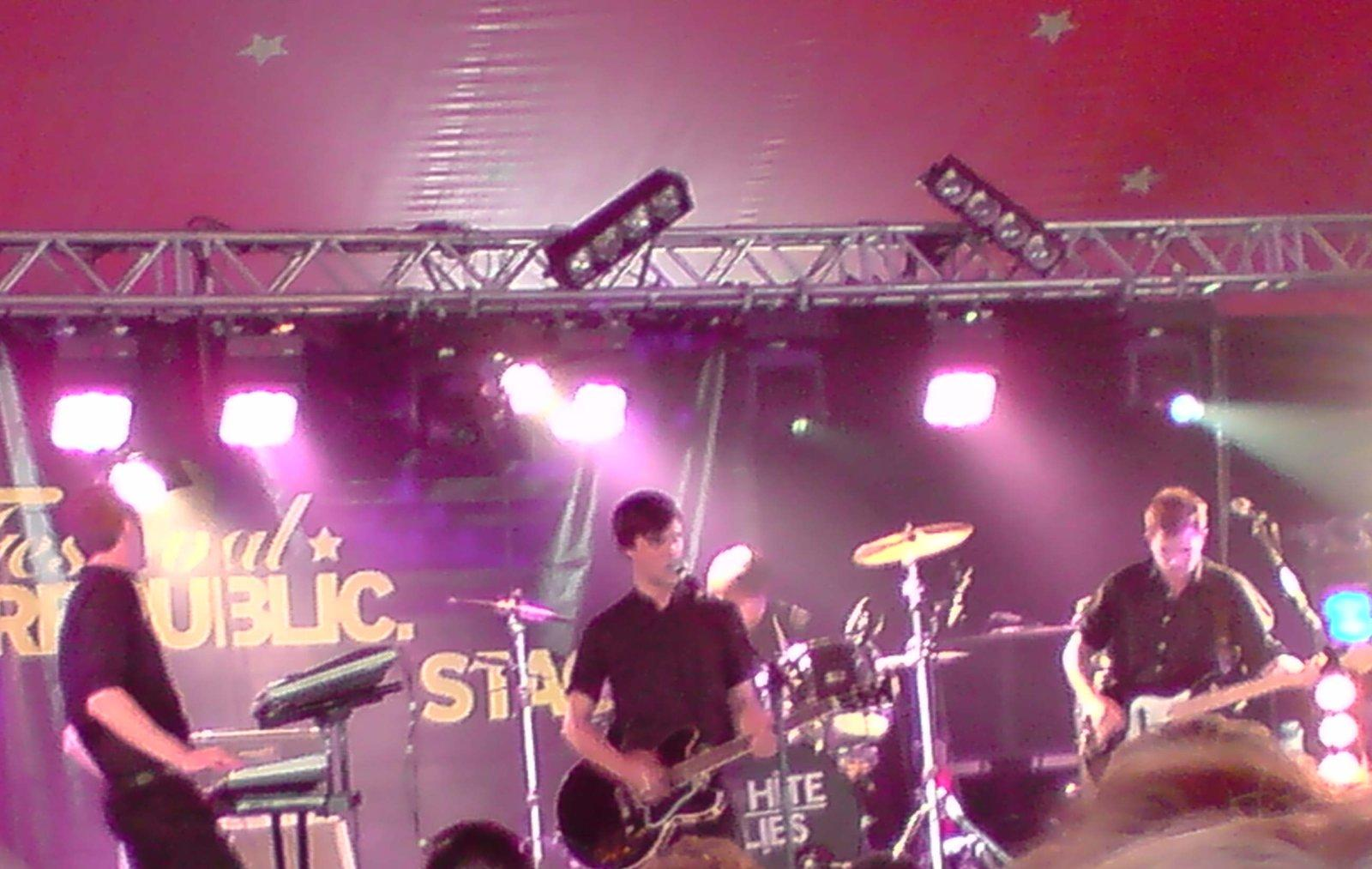
White Lies 2008-ban

A White Lies egy angol indie rock együttes London egyik külvárosából, Ealingből. 

2007 októberében alakultak meg. Debütáló albumuk a To Lose My Life volt, 2009 januárjában került a boltok polcaira, ahol máris óriási sikereket ért el. Következő albumukat, a Ritual-t 2010-ben vették fel, de csak 2011. január 17-én adták ki.

Régebben Fear of Flying néven voltak ismertek.

## Díjak és jelölések
Díjak:

2009 MOJO Honours Lists: MOJO Breakthrough Award

2009 Q Awards: Best New Band

Jelölések:

2009 NME Awards: Best New Band

2009 MTV Europe Music Awards: Best Push Artist

## Zenei stílus
Mikor még Fear of Flying voltak, a Banquet Records bemutatta második szólóalbumukat. Az egyik hivatalos oldalon "indie-rock" bandaként emlegették őket, akik "Franz Ferdinand-stílusú popot játsszanak cheeky chappy szerű dalszöveggel."
 A zenekar hivatalosan is kijelentette, hogy nagy hatással volt rájuk a Secret Machines. A zenéjük elsősorban Editors, Joy Division, Arcade Fire, The Killers és Tears For Fears szerű elemeket tartalmazott.

## Tagok
Harry McVeigh (ének, gitár) 

Charles Cave (basszusgitár, vokál)

Jack Lawrence-Brown (dob)

## Diszkográfia
Stúdióalbumok:

- To Lose My Life (2009)
- Ritual (2011)
- Big TV (2013)
- Friends (2016)
- Five (2019)
- As I Try Not to Fall Apart (2022)